# Црква Светог великомученика Георгија у Ривици
Црква Светог великомученика Георгија у Ривици, насељеном месту на територији општине Ириг, припада Епархији сремској Српске православне цркве.
Црква је подигнута 1734. године, пострадала је током Другог светског рата. Обновљена и живописана је 1972. године. Поново је генерално реконструисана 2004. године.